# Фазоли (Кјети)
Фазоли (итал. Fasoli) је насеље у Италији у округу Кјети, региону Абруцо.
Према процени из 2011. у насељу је живело 53 становника. Насеље се налази на надморској висини од 200 м.